# Hardtknippen
Hardtknippen ist ein Ortsteil im Stadtteil Herkenrath von Bergisch Gladbach.

## Geschichte
Der Name ist entstanden aus Hardt (= ein bewaldeter Berghang) und Knippen (darunter versteht man einen kleinen Hügel bzw. Höhenrücken). Der früheste Hinweis auf Hardtknippen datiert vom 23. Dezember 1772 mit einem Mutungsgesuch des Christian Welter auf das Eisensteinbergwerk „Am harten Knippen“ westlich vom Forsthaus Hardt.
Zu dieser Zeit muss hier eine kleine Hofsiedlung mit dem späteren Namen Hardtknippen entstanden sein. 1860 werden hier zusammen mit der Siedlung Hardt 16 Einwohner gezählt. Hier verlaufen mehrere alte Hohlwege, die vom Milchborntal und von Lückerath nach Herkenrath geführt haben.
Aus Carl Friedrich von Wiebekings Charte des Herzogthums Berg 1789 geht hervor, dass Hardtknippen zu dieser Zeit Teil Honschaft Herkenrath im bergischen Amt Porz war.
Unter der französischen Verwaltung zwischen 1806 und 1813 wurde das Amt Porz aufgelöst und Hardtknippen wurde politisch der Mairie Bensberg im Kanton Bensberg zugeordnet. 1816 wandelten die Preußen die Mairie zur Bürgermeisterei Bensberg im Kreis Mülheim am Rhein.
Der Ort ist auf der Topographischen Aufnahme der Rheinlande von 1824 und auf der Preußischen Uraufnahme von 1840 unbenannt – als eine Hofstelle von Hardt – verzeichnet. Ab der Preußischen Neuaufnahme von 1892 ist er auf Messtischblättern regelmäßig als Hardtknippen oder ohne Namen verzeichnet.
Aufgrund des Köln-Gesetzes wurde die Stadt Bensberg mit Wirkung zum 1. Januar 1975 mit Bergisch Gladbach zur Stadt Bergisch Gladbach zusammengeschlossen. Dabei wurde auch Hardtknippen Teil von Bergisch Gladbach.
| Jahr | Einwohner | Wohn- gebäude | Kategorie | Bemerkung  |
| ---- | --------- | ------------- | --------- | ---------- |
| 1822 | 3         |               | Bauergut  | Hardt gen. |
| 1830 | 5         |               | Bauerngut | Hardt gen. |
| 1871 | 18        | 2             | Hofstelle |            |
| 1885 | 12        | 3             | Wohnplatz |            |
| 1895 | 8         | 1             | Wohnplatz |            |
| 1905 | 10        | 3             | Wohnplatz |            |

## Baudenkmal
Das Fachwerkhaus Hardtknippen 1 ist als Denkmal Nr. 77 in die Liste der Baudenkmäler in Bergisch Gladbach eingetragen.